# 牛河 (红水河)
牛河，又称六硐河，位于中国贵州省南部和广西壮族自治区北部，是西江红水河段左岸支流，发源于贵州省独山县兔场镇大坡头村，于贵州罗甸县大亭乡下大湾黔桂交界处注入红水河。河长231千米，河道弯曲系数2.71，河道平均比降4.61‰，流域面积5582平方千米。

## 干流概况
牛河上游也称凤席河，发源于贵州省黔南布依族苗族自治州独山县兔场镇大坡头村，西北流至都匀市良亩乡西南右纳墨冲河后转南流，沿都匀与独山边界至甲摆村（属独山县麻万镇）折向西南，穿过都匀风啭河漂流景区，再沿都匀与平塘县边界进入平塘县境，经平塘苗二河乡至平湖镇米寅右纳京舟河后称六硐河，并折向南，经平塘县城平湖镇，至者密镇天生桥转向西入洞伏流4千米，至干河南出洞明流，折向西南，至四寨镇羊角洞景点转西北再次伏流约1千米出洞明流，折向西南，经过一段黔桂边界后转向东南进入广西壮族自治区南丹县，至南丹县月里镇黄港折向西南，进入天峨县，在天峨县三堡乡里且右纳曹渡河后折向南，成为黔桂两省（区）界河，至贵州罗甸县大亭乡下大湾注入红水河。牛河在广西境内也称拉平河、纳立河。牛河全长231千米，落差1356米。

## 流域概况
牛河流域地处贵州省南部和广西壮族自治区北部，呈扇形分布，西临坝王河，东与都柳江、打狗河接界，北临清水河，南至西江红水河干流。流域面积5582平方千米，其中贵州省境内4860平方千米。流域位于云贵高原向广西丘陵过渡的斜坡地带，地势由北向南逐渐倾斜。流域纬度低，海拔高，有亚热带高原山地湿润季风气候特征。

## 社会经济
牛河流域内总人口81.77万人，其中布依族、苗族、水族等少数民族人口50.68万人。流域上中游都匀市地域经济较发达，其余属省级或国家级贫困地区。